# WRC 7
WRC 7, también conocido como WRC 7 FIA World Rally Championship, es un videojuego de carreras basado en la temporada 2017 World Rally Championship. El juego fue desarrollado por el desarrollador francés Kylotonn y publicado el 15 de septiembre de 2017 por Bigben Interactive para Microsoft Windows, PlayStation 4 y Xbox One. El juego cuenta con una licencia oficial de deportes electrónicos de la FIA.

## Recepción
| Recepción |              |
| --- | ------------ |
| Puntuaciones de reseñas Evaluador Calificación Metacritic 70/100 [ 3 ] [ 4 ] [ 5 ] Puntuaciones de críticas Publicación Calificación 4Players 65% Eurogamer 7/10 GameSpot 7/10 IGN 7.3/10 PlayStation Official Magazine (UK) 7/10 HobbyConsolas 60% |              |
| Puntuaciones de reseñas |              |
| Evaluador | Calificación |
| Metacritic | 70/100       |
| Puntuaciones de críticas |              |
| Publicación | Calificación |
| 4Players | 65%          |
| Eurogamer | 7/10         |
| GameSpot | 7/10         |
| IGN | 7.3/10       |
| PlayStation Official Magazine (UK) | 7/10         |
| HobbyConsolas | 60%          |

El juego fue lanzado con una recepción mixta, y los críticos elogiaron las mejoras con respecto a su predecesor, pero criticaron los controles del juego y la falta de profundidad en comparación con juegos como Dirt 4. Metacritic le dio una puntuación de 70 sobre 100 para cada uno de los tres lanzamientos de plataforma.
GameSpot dijo: "A pesar de todos sus fallos menores y su naturaleza básica en comparación con otros, WRC 7 sigue siendo un título de rally divertido, pero muy desafiante. No es el juego más acogedor para los recién llegados, e incluso los corredores experimentados encontrarán complicadas algunas de las etapas más duras".
El juego ganó el premio al "Mejor juego de deportes" en los premios Ping 2017.